# Limnonectes asperatus
Limnonectes asperatus es una especie de anfibio anuro del género Limnonectes de la familia Dicroglossidae.

## Distribución geográfica
Es endémica de Borneo.